# Hygrocybe brunnea
Hygrocybe brunnea är en svampart som först beskrevs av Cleland, och fick sitt nu gällande namn av Grgur. 1997. Hygrocybe brunnea ingår i släktet Hygrocybe och familjen Hygrophoraceae.   Inga underarter finns listade i Catalogue of Life.